# クリシュナギリ県
クリシュナギリ県は、インド南部のタミル・ナードゥ州に属する30の県の一つ。県庁所在地はクリシュナギリ。

## 概要
2001年の国勢調査に基づくと、面積5124平方キロメートル、人口156万9748人、人口密度は306人/km2。

## 歴史
2004年に、ダルマプリ県から分立して誕生。

## 行政区分
クリシュナギリ県は、以下の5つの郡（タミル語 வட்டம் 「円」 ; 英訳 taluk）に区分けされている。
- テンガニッコーッタイ郡（தெங்கனிக்கோட்டை ; Denganikotta）
- ホースール郡（ஹோசூர் ; Hosur）
- クリシュナギリ郡（கிருஷ்ணகிரி ; Krishnagiri）
- ポッチャンパッリ郡（பொச்சம்பள்ளி ; Pochampalli）？
- ウッタンガライ郡（ஊத்தங்கரை ; Uthangarai）